# Boschi Sant'Anna
Boschi Sant'Anna es una localidad y comune italiana de 1.412 habitantes, ubicada en la provincia de Verona (una de las siete provincias de la región de Véneto). 

## Demografía
| Gráfica de evolución demográfica de Boschi Sant'Anna entre 1861 y 2001 |
|                                                                        |
| fuente ISTAT - elaboración gráfica a cargo de Wikipedia                |